# Yanokami
yanokami（ヤノカミ）は、矢野顕子とレイ・ハラカミによるスペシャルユニットである。

## 概要
2003年、レイ・ハラカミによってリミックスされたくるりの「ばらの花」を矢野顕子が気に入り、その後交流が始まった。矢野名義のアルバム『ホントのきもち』（2004年）において、二人の共同作品が発表された後、2007年8月8日にyanokami名義でのデビューアルバム「yanokami」をヤマハミュージックコミュニケーションズからリリース。
2011年7月27日、レイ・ハラカミが急逝した。ハラカミの死の直後のライブイベントは、矢野顕子の出演と、ハラカミが遺した打ち込みデータによる演奏により、予定通り行われたほか、同年12月14日にはセカンド・アルバム『遠くは近い』が発売された。矢野は、これにより活動終了としないことを明言しており、2012年現在、ライブイベントへの参加を中心に活動が継続されている。

## メンバー
- 矢野顕子
- レイ・ハラカミ

## ディスコグラフィー

### アナログ
1. yanokami_EP（2007年7月25日）

### アルバム
1. yanokami（2007年8月8日）
  - Full Bloom：テレビ東京系「音遊人」オープニングテーマ曲
2. yanokamick -yanokami English version-（2008年3月12日）
3. 遠くは近い（2011年12月14日）
4. 遠くは近い -reprise-（2011年12月14日）
  - 「遠くは近い」のインストゥルメンタル・バージョン

### iTunes配信
1. iTunes Live from Tokyo (2007年9月12日)
2. Bamboo Music  (2011年8月3日)

### 参加作品
1. 細野晴臣トリビュート・アルバム-Tribute to Haruomi Hosono-（2007年4月25日）
  - 恋は桃色
2. Happy Holidays! 〜CITY POPS COVERS〜（2011年12月14日）
  - 恋は桃色

## ライブ
- iTunes presents LIVE from Tokyo : yanokami
  - 2007.07.29　東京・Apple Store Ginza
- yanokami live LIQUIDROOM 3rd ANNIVERSARY
  - 2007.08.25　東京・LIQUIDROOM
- 矢野顕子ソロ+yanokami ジョイント公演
  - 2007.12.14　大阪・NHK大阪ホール
  - 2007.12.15　東京・NHKホール
- yanokami live 08
  - 2008.8.26 名古屋・名古屋CLUB QUATTRO
  - 2008.8.27 大阪・心斎橋CLUB QUATTRO
- WWW presents “yanokami / 七尾旅人”
  - 2010.12.15 東京・WWW
- yanokami indoor festival
  - 2013.8.30　東京・LIQUIDROOM

## 出演
- ROCK IN JAPAN FESTIVAL 2007
- SUMMER SONIC 2007
- SETSTOCK 2010
- RISING SUN ROCK FESTIVAL 2010 in EZO
- ROCK IN JAPAN FESTIVAL 2011 - ハラカミ死去のため、矢野のみ出演。
- SUMMER SONIC 2011 - 矢野のみ出演。ゲストにu-zhaanが参加。
- ARABAKI ROCK FESTIVAL 2011 - 矢野のみ出演。u-zhaanも参加。
- TOKYO M.A.P.S 2012 - ゲストに森下真樹。矢野はイベントのオーガナイザーも務める。
- 100% u-zhaan vol.3 (2012) - u-zhaanのライブに参加。